# Alice's Adventures in Wonderland
Alice's Adventures in Wonderland (vaak afgekort tot Alice in Wonderland, wat ook de titel is in Nederlandse vertalingen) is een kinderboek uit 1865 van Lewis Carroll, pseudoniem van de Engelse wiskundige Charles Lutwidge Dodgson. Het verhaal wordt gezien als modern sprookje.

## Inhoud

### Gedicht
Het boek begint met een 42-regelig gedicht dat het ontstaan ervan beschrijft. De drie zusjes Liddell (zie later) – hier Prima, Secunda en Tertia genoemd – vragen hun metgezel tijdens een roeitocht op een zonnige dag een verhaal te vertellen.

### Hoofdstuk 1 – Down the rabbit-hole

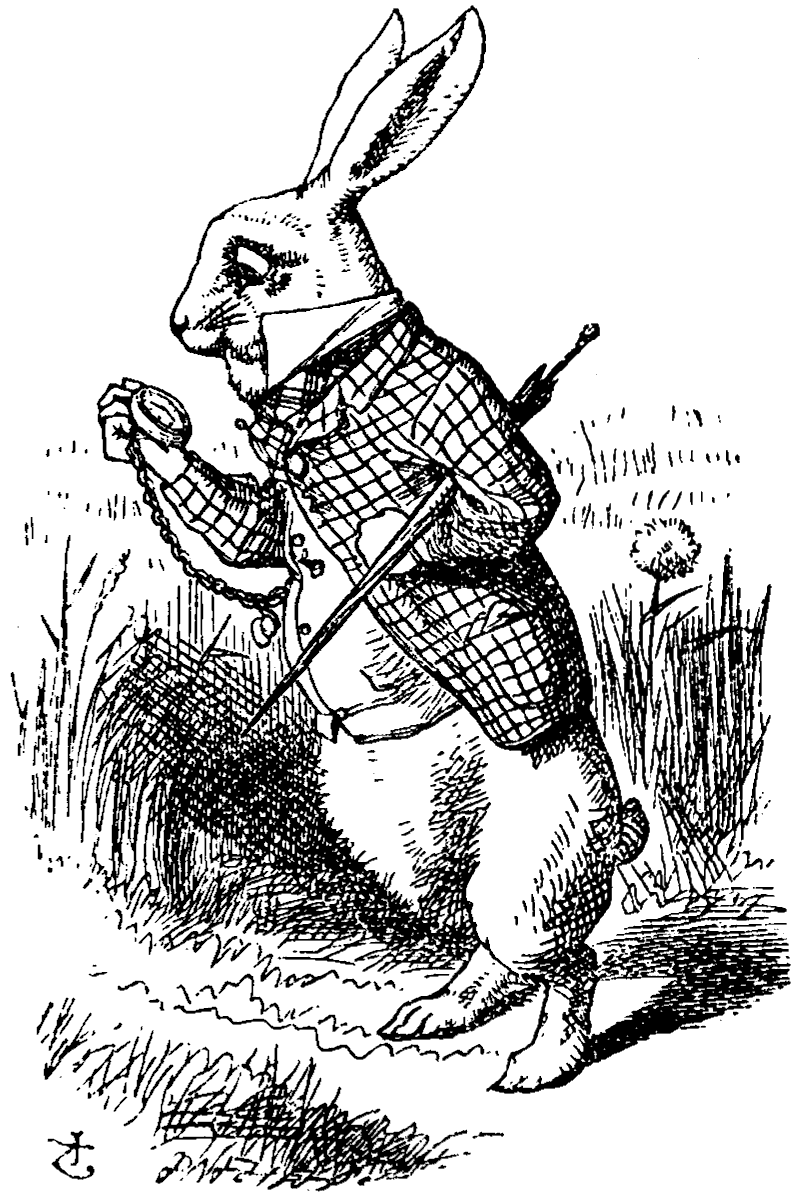
Down the rabbit-hole

Op een warme zomerdag zit Alice Liddell aan de oever van een meertje samen met haar oudere zus, die een saai boek aan het voorlezen is. Alice' verveling verdwijnt op slag als er plotseling een pratend wit konijn langs haar heen rent. Het konijn zegt tegen zichzelf dat hij veel te laat voor iets is en kijkt voortdurend op zijn horloge. Het konijn verdwijnt in een hol en Alice gaat erachteraan.
Na een lange val komt Alice uiteindelijk zonder zich te bezeren op de grond terecht. Achter een klein deurtje, dat ze opent met een sleutel, ziet ze een prachtige tuin liggen. Door uit een flesje met daarop de woorden "drink mij" te drinken, wordt ze klein genoeg om er door te kunnen. Dan ziet ze dat de sleutel nog hoog boven haar op tafel ligt. In de hoop op een oplossing eet Alice een cake waar "eet mij" op staat.

### Hoofdstuk 2 – The pool of tears
Alice wordt nu veel groter dan ze oorspronkelijk was. Dat ze nu het deurtje kan openen maar te groot is om erdoor te kunnen, doet haar in huilen uitbarsten. Als ze even daarna weer kleiner wordt valt ze in een zee van haar eigen tranen, waar ze een Muis ontmoet. Later verschijnen er ook een Eend, een Dodo en nog meer dieren. Onder leiding van Alice zwemmen allen naar de kant.

### Hoofdstuk 3 – A caucus-race and a long tale

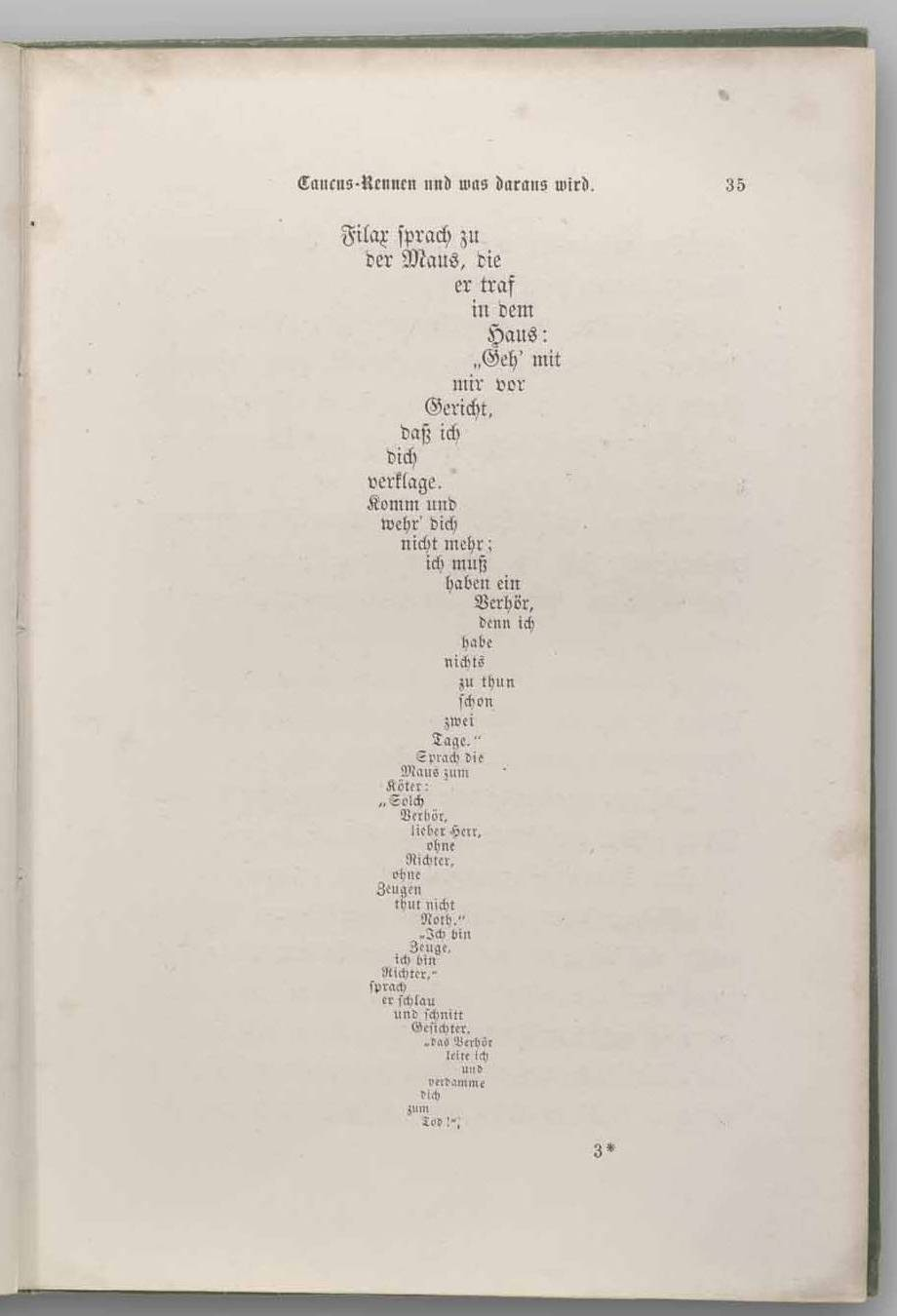
Figured poem

Om te zorgen dat iedereen weer droog wordt, draagt de Muis een droog verhaal voor over Willem de Veroveraar. Als dat niet helpt, wordt er op voorstel van de Dodo een race gehouden, die iedereen wint. Daarna vertelt de Muis zijn levensverhaal aan Alice, dat afgedrukt is in de vorm van een slingerende muizenstaart. (Dit is een zogeheten "figured poem" en mogelijk een gevolg van een bezoek van Carroll aan de dichter Tennyson.) Maar Alice luistert niet naar de Muis, en hij loopt boos weg. Alle dieren gaan weg wanneer Alice ze per ongeluk bang maakt door over haar kat Dinah te vertellen.

### Hoofdstuk 4 – The rabbit sends in a little bill
Als Alice het Witte Konijn weer tegenkomt, ziet hij haar aan voor zijn dienstmeid. Hij stuurt haar naar zijn huis om een paar handschoenen en een waaier voor hem te halen. In zijn huis drinkt ze uit een flesje, waardoor ze zo groot wordt dat ze vast komt te zitten in het huis, wat voor veel consternatie zorgt. Door van een cake te eten wordt ze weer kleiner. Alice ontmoet de waterpijprokende rups.

### Hoofdstuk 5 – Advice from a caterpillar
Alice heeft met de Rups een verwarrend gesprek. Door te eten van de paddenstoel waarop hij zit, verandert ze weer van grootte. Hiervan krijgt ze tijdelijk een te lange nek, waardoor een duif Alice aanziet voor een slang die haar eieren wil opeten. Maar uiteindelijk weet Alice haar eigen lengte terug te krijgen.

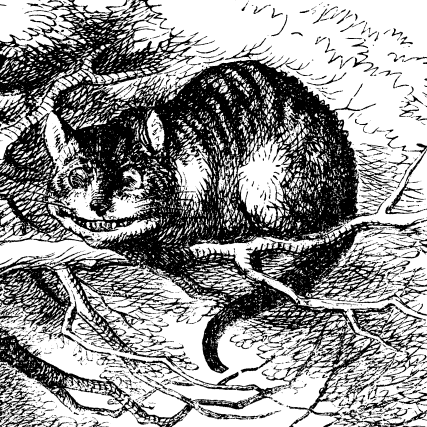
De Cheshire Cat

### Hoofdstuk 6 – Pig and pepper
Alice komt bij het huis van de Hertogin, voor wie juist een uitnodiging van de Koningin voor een spelletje croquet wordt bezorgd. In de keuken vindt ze de Hertogin, een baby, de kokkin en de Cheshire Cat. De Hertogin laat Alice op de baby passen, die dan in een varkentje verandert. Alice maakt een praatje met de Cheshire Cat, een grijnzende kat die af en toe in het niets oplost. De Cheshire Cat wijst haar de weg naar de Mad Hatter (Gekke hoedenmaker) en naar de March Hare (Maartse haas). Alice gaat op weg naar de laatste.

### Hoofdstuk 7 – A mad tea-party
In de tuin van het huis van de March Hare houdt deze een thee-feestje met de Mad Hatter en de Dormouse (Slaapmuis of Zevenslaper). Omdat ze ruzie hebben gehad met Time (Tijd), is het er permanent theetijd, zes uur 's middags. De Dormouse vertelt een raar verhaal over drie zusjes die in een put vol met stroop wonen. Uiteindelijk gaat Alice maar weg.
Ze komt weer terecht bij de toegang tot de prachtige tuin. Deze keer doet ze alles goed, en kan ze door het kleine deurtje.

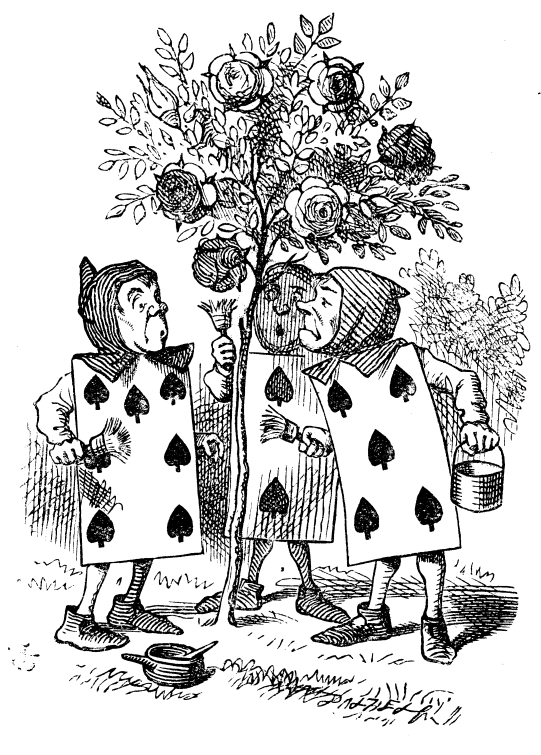
De speelkaarten verven de witte rozen rood.

### Hoofdstuk 8 – The Queen's croquet-ground
In de tuin komt Alice drie tuinlieden tegen, die eruitzien als speelkaarten. Ze zijn bezig rozen rood te verven, omdat ze per ongeluk witte rozen geplant hebben die rood hadden moeten zijn.
Dan arriveert de Hartenkoningin met haar gasten, onder wie het Witte Konijn. Alice slaagt erin te voorkomen dat de tuinmannen in opdracht van de hyper-autoritaire en licht ontvlambare Koningin onthoofd worden. Daarna spelen de aanwezigen croquet, met egels als ballen, flamingo's als sticks en de soldaten als poortjes. Hier duikt de Cheshire Cat weer op.

### Hoofdstuk 9 – The mock turtle's story
Alice ontmoet de Hertogin weer. Daarna brengt de Koningin haar naar de Gryphon (Griffioen), die haar meeneemt naar de Mock Turtle, die half schildpad en half kalf is (mock turtle soup is 'schildpadsoep' die niet van schildpadden maar van kalfsvlees is gemaakt) en over zichzelf en over zijn schooltijd vertelt.

### Hoofdstuk 10 – The lobster-quadrille
De Mock Turtle en de Gryphon doen een dans voor, waarna ze Alice vragen over haar avonturen te vertellen. Dan horen ze dat er een rechtszaak gaat beginnen. Alice en de Gryphon haasten zich naar de rechtszaal.

### Hoofdstuk 11 – Who stole the tarts?
De Hartenboer wordt ervan beschuldigd taarten, die door de Koningin waren gebakken, te hebben gestolen. De Koning fungeert als rechter en de Mad Hatter en de kokkin van de Hertogin zijn de eerste getuigen. Daarna wordt Alice opgeroepen.

### Hoofdstuk 12 – Alice's evidence
Alice, die ondertussen langzaam groter wordt, verklaart dat zij niets van de zaak weet. Er wordt een brief met een gedicht voorgelezen dat door de verdachte geschreven zou zijn. Alice protesteert tegen de gang van zaken bij dit gerecht, waarop de Koningin beveelt Alice' hoofd af te slaan. Alle kaarten keren zich tegen Alice.
Alice wordt wakker naast haar zus, die ze alles vertelt over haar droom.

## Ontstaan
Alice's Adventures in Wonderland ontstond gedeeltelijk uit het verhaal dat Lewis Carroll op 4 juli 1862 vertelde tijdens een roeitochtje met Robinson Duckworth en de drie zusjes Lorina, Alice (destijds tien) en Edith Liddell, dochters van de classicus Henry George Liddell, bekend om zijn monumentale Griekse woordenboek A Greek–English Lexicon. Hoeveel Carroll voor en na deze "golden afternoon" verzon, is niet precies duidelijk. Uit opmerkingen in hoofdstuk 6 en 7 blijkt dat het verhaal zich afspeelt op 4 mei, Alice Liddells verjaardag.
Op aandringen van Alice begon Carroll het verhaal op te schrijven, waarmee hij volgens zijn dagboek op 10 februari 1863 klaar was. Dit was echter pas een eerste ruwe versie, Alice's Adventures Underground geheten, slechts half zo lang als het uiteindelijk gepubliceerde boek. Degenen die het manuscript lazen, waren er enthousiast over, waarna Carroll het begon uit te breiden. Omdat hij ontevreden was over zijn eigen illustraties, vroeg hij de destijds al bekende John Tenniel illustraties voor het boek te maken. In november 1865 bracht uitgever Alexander Macmillan Alice in Wonderland voor het eerst uit. De kritieken waren overwegend positief en al snel volgden herdrukken. Al in 1867 was Carroll betrokken bij Franse en Duitse vertalingen.

## Analyse

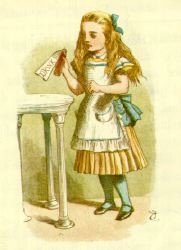
Drink me, illustratie John Tenniel

Hoewel bedoeld als kinderboek verschilt het boek in veel opzichten van andere voor kinderen bedoelde verhalen. Ten eerste komt er relatief weinig "actie" in voor: het boek draait om de dialogen en dan vooral om de taal, etiquette, identiteit en logica: het verschil tussen "zin" en "onzin", waaruit de voorliefde van de wiskundige Dodgson voor wiskundige en logische puzzels blijkt. Hoewel er wel onverklaarbare dingen gebeuren, is het bovennatuurlijke afwezig in het boek; het wordt voornamelijk bevolkt door dieren en normaal levenloze objecten als speelkaarten.

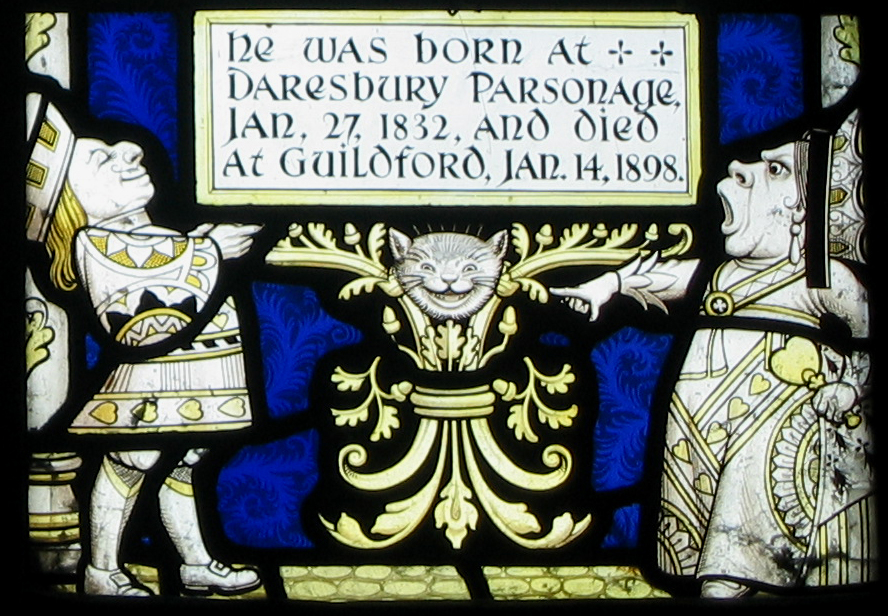
Koning, Cheshire cat en koningin (een deel van het Lewis Carroll raam in All Saints Church, Daresbury, Cheshire)

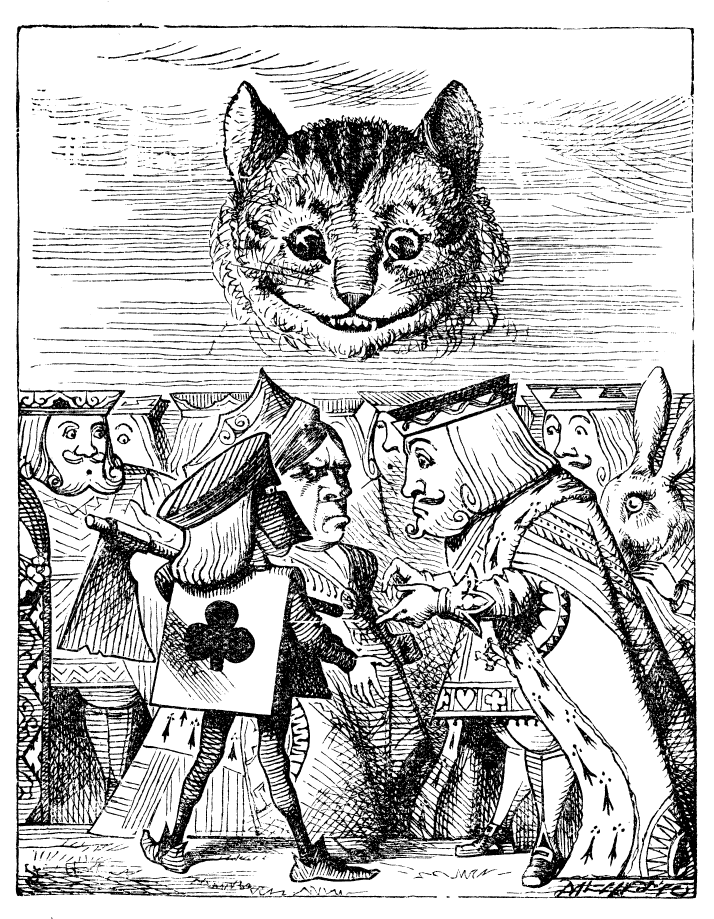
Illustratie John Tenniel (1865)

### Absurde zaken
Nonsense (onzin) is een centraal thema in het boek. Zoals de Cheshire Cat tegen Alice zegt in hoofdstuk 6: "We zijn hier allemaal gek. Ik ben gek. Jij bent gek." Op de vraag van Alice hoe de Cheshire Cat dit weet, antwoordt deze: "Dat moet wel, anders zou je niet hier zijn." Alice is van mening dat dit nog niets bewijst en vraagt: "En hoe weet je dat jij gek bent?" Vervolgens komt de Cheshire Cat met een logisch beredeneerde verklaring. De Cheshire Cat stelt namelijk dat honden niet gek zijn. Alice beaamt dit. De Cheshire Cat vervolgt door erop te wijzen dat een hond gromt wanneer hij boos is en met zijn staart zwaait als hij blij is. Een kat gromt wanneer zij blij is en zwaait met haar staart als zij boos is. "Dus ik ben gek", concludeert de Cheshire Cat.
Wanneer de March Hare haar meer thee aanbiedt, antwoordt ze dat ze niet meer thee kan nemen, omdat ze nog niets gehad heeft. De Mad Hatter merkt echter op dat ze niet minder maar wel meer dan niets kan nemen. In zijn verhaal over de drie zusjes in de stroopput vertelt de Dormouse dat ze tekeningen maakten van dingen die met een M beginnen. Wanneer Alice vraagt waarom deze letter, reageert de March Hare met "Waarom niet?". Een groot deel van het boek bestaat uit  woordspelingen. Over zijn schooltijd vertelt de Mock Turtle bijvoorbeeld dat hij Ambition, Distraction, Uglification en Derision leerde, verbasteringen van Addition, Subtraction, Multiplication en Division (optellen, aftrekken, vermenigvuldigen en delen).

### Verwijzingen
- Zowel de tekst als de tekeningen bevatten, nog afgezien van de parodieën, talloze verwijzingen naar andere literatuur en kunst. De afbeelding van de Hertogin is gebaseerd op een schilderij van (vermoedelijk) Quinten Massijs (I). De Hartenkoningin roept om de haverklap "Zijn/haar kop eraf!" hetgeen verwijst naar een toneelstuk van William Shakespeare, Henry the Sixth.
- De naam van de kat verwijst naar de uitdrukking to grin like a Cheshire cat, die etymologisch verbonden is met de melk- en kaasproductie in Cheshire, waar Carroll werd geboren.[2]
- De Hoedenmaker en de Maartse Haas zijn verwijzingen naar Mad as a March hare en Mad as a hatter, twee uitdrukkingen in de Engelse taal die al zeker uit de 16e eeuw dateren.[3]
- Net als de hoofdpersoon Alice en Carroll zelf, zijn de meeste personages in Alice in Wonderland afkomstig uit de betere klassen en spreken zij grammaticaal correct Engels. Niettegenstaande de vreemde gebeurtenissen en dialogen is het in wezen toch een afspiegeling van victoriaans Engeland.
- Hoofdstuk 2 en 3 verwijzen naar een bootreisje naar Nuneham op 17 juni 1862, toen Carroll en zijn metgezellen doorweekt raakten, net als Alice en de dieren in het verhaal. De Eend (Duck) is Duckworth, terwijl de Dodo Carroll zelf is: omdat hij stotterde, sprak hij zijn echte achternaam Dodgson vaak uit als "Do-do-Dodgson".

### Parodie op het moralisme
In Carrolls eigen tijd waren veel kinderboeken moralistisch, waar hij in dit boek sterk de draak mee steekt. In hoofdstuk 6 parodieert Carroll David Bates' pedagogisch verantwoorde maar sentimentele gedicht Speak Gently, gepubliceerd in 1849, waarvan het begin luidt:
| Speak gently! It is better far To rule by love than fear; Speak gently; let no harsh words mar The good we might do here |  | Spreek vriendelijk! Het is veel beter Te heersen door liefde dan door angst; Spreek vriendelijk; laat geen harde woorden schaden Wat we hier voor goeds kunnen doen |

Carroll laat de Hertogin als wiegelied zingen:
| Speak roughly to your little boy, And beat him when he sneezes: He only does it to annoy, Because he knows it teases. |  |  |  |  |  |  |  | Spreek ruw met je kleine jongen, En sla hem als hij niest: Hij doet het alleen om te hinderen, Omdat hij weet dat het irritant is. |

## Nederlandse vertalingen
De bekendste vertaling in het Nederlands is die van Alfred Kossmann uit 1947. Onder de titel Alice in Wonderland verschenen zowel het eerste boek als ook het vervolg Through the Looking-Glass. In 1994 verscheen een vertaling van Nicolaas Matsier. Sofia Engelsman vertaalde het werk in 1999. Van Ed Franck verscheen in 2011 een bewerking van een Franse vertaling van Alice met illustraties van de Franse illustrator Rebecca Dautremer. In 2014 zijn de twee boeken gebundeld en opnieuw uitgebracht, met illustraties van Floor Rieder. In 2020 is er een nieuwe versie uitgegeven van Alice in Wonderland, met illustraties van Valeria Docampo. Imme Dros vertaalde beide boeken opnieuw onder de titel Alice in Wonderland, uitgeven in 2023.
De Nederlandse vertaling van Alfred Kossman werd in 2005 uitgegeven als luisterboek van 151 minuten (2 cd's) voorgelezen door Jeroen Kramer.

## Adaptaties
De Engelse auteur Jeff Noon schreef een surrealistische sciencefictionvariant op het verhaal: Automated Alice (1996).
De Nederlandse auteur Lenny de Rooy schreef in 2021 Alice's Adventures under Water: een (Engelstalig) vervolg op het verhaal, geheel in de stijl van Lewis Carroll.

### Musicals
- Alice in Wonderland, Britse musical van Henry Savile Clarke en Walter Slaughter. De West End-productie ging in première op 3 december 1886. De musical werd in de daaropvolgende jaren regelmatig opnieuw opgevoerd.

### Verfilmingen
- Alice in Wonderland (1903), Britse film van Cecil Hepworth en Percy Stow. Gebaseerd op de originele tekeningen van John Tenniel. De film duurde twaalf minuten en was daarmee de langste Britse film van die tijd.[4]
- Alice in Wonderland (1933), Amerikaanse verfilming van Norman Z. McLeod. Met Gary Cooper als White Knight en Cary Grant als Mock Turtle.
- Alice in Wonderland (1951), animatiefilm van Walt Disney.
- Alice in Wonderland (1966). Deze zwart-wittelevisiebewerking van regisseur Jonathan Miller werd door de BBC uitgezonden ter gelegenheid van de honderdste verjaardag van de publicatie van het boek van Lewis Caroll. Met Peter Sellers als King of Hearts. De filmmuziek is van Ravi Shankar.[5]
- Neco z. Alenky (1988), deze deels animatie-, deels liveactionfilm van de Tsjechische cineast Jan Švankmajer is een surrealistische bewerking van het verhaal. De film werd in Nederland uitgebracht als Alice, met Carice van Houten als de stem van Alice.
- Alice in Wonderland (2010), Amerikaanse film van Tim Burton. Met Mia Wasikowska als Alice en Johnny Depp als Mad Hatter.

## Verwijzingen naarAlice's Adventures in Wonderland
Verwijzingen naar Alice in Wonderland zelf zijn onder andere te vinden in de jaren 60-hit White Rabbit van Jefferson Airplane, Alice in Blunderland van Captain Beefheart. De cd Alice van Tom Waits is er geheel aan gewijd. "Off with his head, man!! Off with his head!!" komt ook voor in de song Paranoid Android van Radiohead.
- In de film The Matrix, de animatiefilm Spirited Away en in de film Tideland van Terry Gilliam (naar het boek Tideland) zijn eveneens verwijzingen te vinden.
- In de stripserie Storm kan de godin Pandarve elke gedaante aannemen die ze wil, maar de gedaante van Alice is veruit haar favoriete gedaante. Ook de Cheshire Cat verschijnt een aantal keren ten tonele.
- In de animatieserie Ouran High school host club is een hele aflevering waar het hoofdpersonage droomt dat ze in Wonderland terechtkomt en alle vreemde wezens worden vertolkt door vrienden van het hoofdpersonage. Deze aflevering verschilt wel sterk van het Alice-hoofdstuk in de manga waar deze serie op gebaseerd is.
- In de animatie- en mangaserie Pandora Hearts wordt ook constant verwezen naar Alice in Wonderland door het gebruik van namen (Alice, The Mad Hatter, The Cheshire Cat etc.). De personages zijn grotendeels gebaseerd op personages uit het boek en delen ook karaktertrekken met hen. Veel hoofdstukken hebben dezelfde titels als hoofdstukken uit Alice in Wonderland. De Abyss is dan weer gebaseerd op de horrorversie van Wonderland. Zelfs de verhaallijn werd beïnvloed door het boek.[bron?]
- De animatieserie Kuroshitsuji/Black Butler heeft twee speciale afleveringen gewijd aan Alice in Wonderland, maar dan met hun eigen belevenissen erdoorheen verweven.
- Het in 2018 uitgebrachte album Alice van Ares.

Verder is er in 2000 een computerspel gemaakt: American McGee's Alice. Dit spel laat het verhaal van Alice in Wonderland in een door McGee bedachte duistere vertelling zien. In 2010 is er een vervolg aangekondigd: Alice: Madness Returns.
Ook zijn er verwijzingen te vinden in Sucker Punch.

## Syndroom
Het syndroom van Alice in Wonderland (AIWS) is naar het boek genoemd.

## Nederlandse vertalingen
Het boek heeft een rijke vertaaltraditie in het Nederlands:
- Alice's avonturen in het wonderland, vert. R. ten Raa, ill. John Tenniel, 1899
- De avonturen van Alice in het Wonderland en in het Spiegelland, vert. C. Reedijk en Alfred Kossmann, ill. John Tenniel, 1947 (derde druk 1956)
- De Avonturen van Alice in Wonderland, vert. Nicolaas Matsier, ill. Anthony Browne, 1989
- De Avonturen van Alice in Wonderland & Achter de Spiegel, vert. Nicolaas Matsier, ill. John Tenniel, 1994
- De Avonturen van Alice in Wonderland, vert. Sofia Engelsman, ill. Helen Oxenbury, 1999
- Alice in Wonderland, vert. Sofia Engelsman, ill. Floor Rieder, 2014
- Alice in Wonderland & in Spiegelland, vert. Robbert-Jan Henkes, 2024. ISBN 9789028243118